# 傅氏長喙蘚
傅氏長喙蘚（学名：Rhynchostegium fauriei）为青蘚科長喙蘚屬下的一个种。